# Prinos (Thasos)
Prinos (griechisch Πρίνος (m. sg.)) ist ein Dorf im Westen der griechischen Insel Thasos. Gemeinsam mit den Orten Mikros Prinos, Megalos Prinos und dem Küstenort Ormos Prinou sowie dem unbewohnten Agios Andreas Prinou bildet es einen Stadtbezirk. Bis 1954 war die offizielle Bezeichnung Kazaviti.
Megalos Prinos liegt etwa 5 km landeinwärts an der Westseite der Insel  auf einer Höhe von etwa 350 m über dem Meer in südlicher Talhanglage. Der Ort, ehemals eine stattliche Ansiedlung, hatte 2011 nur noch 26 Einwohner. Eine weitere Siedlung ohne Dorfcharakter ist der Ort Mikros Prinos mit 30 Einwohnern (2011).
Prinos ist über eine Asphaltstraße erreichbar. Eine öffentliche Transportanbindung nach Kalyves besteht nicht. Vom nahen Hafen Ormos Prinou verkehren Fähren und Tragflügelboote von und nach Kavala.
Beide Orte sind eingebettet in eine alte Kulturlandschaft mit in frühen Jahrhunderten geschaffenen Strukturen. Ausgedehnte Terrassen, auf denen der thasische Wein der Traubensorte Limnio und ältere Gewächse gediehen, prägen die Talhänge. Beide Orte weisen eine große Zahl traditioneller Steinhäuser und alten Baumbestand auf. Der Dorfplatz von Prinos ist einer der schönsten auf Thasos. Die 1804 neu errichtete Dorfkirche Dodeka Apostolon ist sehenswert. Neben einigen Tavernen sind als touristische Einrichtungen einige kleinere Hotels und traditionelle Gästehäuser vorhanden.
Im Rahmen eines auf die Bewahrung des traditionellen Ortsbildes und der kulturellen Werte von Prinos ausgerichteten Entwicklungsvorhabens sollen drei in sich geschlossene Ortsbereiche und die reiche Natur der Umgebung mit den talaufwärts führenden Schluchten für den Tourismus erschlossen werden.

## Geschichte
Im weiten Talkessel von Prinos gibt es zahlreiche Hinweise auf frühe Besiedlungen. Es finden sich Baureste und Fundstücke aus prähistorischer bis byzantinischer Zeit. Die zahlreichen Terrassenfelder weisen auf frühe landwirtschaftliche Kultivierung hin. Schlackenreste lassen metallurgische Erzverarbeitung vermuten. Östlich des Ortes, am Platz Tsuknida (Τσουκνίδα), befinden sich die Reste eines altgriechischen Viereckturmes.
Die Ortslage Prinos erschien erstmals 1570 in den Steuer- und Zollbüchern von Süleyman I.
Am oberen Dorfrand errichtete 1807 das Athoskloster Esfigmenou ein stattliches Klostergut zur Bewirtschaftung ausgedehnter Ländereien. Auch die Klöster Megisti Lavra und Xiropotamou betrieben Güter im Bereich von Kazaviti.
Gegen Ende des 18. Jahrhunderts hatten sich in Kazaviti über einhundert Familien niedergelassen.
In einer der ersten Beschreibungen der Ansiedlung von Kazaviti durch einen frühen Reisenden ist 1828 von einem ansehnlichen Ort in einem Meer von Kastanien-, Kirsch-, Nuss-, Maulbeer- und Ölbäumen die Rede.
Die Küstenebene und das Tal von Kazaviti wurden 1839 als einziger Wald von Olivenbäumen und eine sorgfältig gepflegte Pflanzung beschrieben. Die Marine von Kazaviti, das heutige Skala Prinou, war belebter als der Hafen von Panagia (der Hafen des heutigen Limenas). Zwar befanden sich an der Anlegestelle nur ärmliche Hütten, aber es lagen hier 10 Küstenfahrzeuge und 2 große Seeschiffe vor Anker.
1856 wurde erstmals die Ansiedlung auf der südlichen Talflanke, das heutige kleine Dorf erwähnt. Kazaviti ist nach seiner Bedeutung auf der Insel an 3. Stelle und ein schöner Ort an den beiden Flanken eines großen Tales. Kein Platz auf der Insel ist so ruhig und angenehm zu wohnen.
Im Jahre 1858 wird die große Ansiedlung mit Tzingoura (Τζινγκούρα), die kleinere mit Papamachalas (Παπαμαχαλάς, Pfaffenviertel) bezeichnet. Die landwirtschaftliche Bedeutung des Siedlungsbereiches Kazaviti manifestierte sich in den elf Mühlen, die sich im Jahre 1903 im Dorf und der näheren Umgebung befanden.